# 背點繡雀鯛
背點繡雀鯛，為鱸形目鱸亞目擬雀鯛科的其中一種，為熱帶海水魚，分布於西太平洋印尼蘇拉威西托米尼灣海域，深度18-25公尺，本魚體延長，眼眶藍色，頭部及身體前半部為紫色、後半部為鮮黃色，尾鰭截形，背鰭硬棘1-3枚、背鰭軟條22枚、臀鰭硬棘3枚、臀鰭軟條12枚，體長可達4.2公分，棲息在陡峭的珊瑚礁坡，通常單獨或成對出現，生活習性不明。

## 擴展閱讀
維基物種上的相關：背點繡雀鯛